# Плоцкий повет
Плоцкий повет (пол. Powiat płocki) — повет (район) в Польше, входит как административная единица в Мазовецкое воеводство. Центр повета — город Плоцк (в состав повета не входит). Занимает площадь 1798,71 км². Население — 111 047 человек (на 2013 год).

## Административное деление
- города: Дробин, Гомбин, Вышогруд
- городско-сельские гмины: Гмина Дробин, Гмина Гомбин, Гмина Вышогруд
- сельские гмины: Гмина Бельск, Гмина Бодзанув, Гмина Брудзень-Дужи, Гмина Бульково, Гмина Лонцк, Гмина Мала-Весь, Гмина Новы-Дунинув, Гмина Радзаново, Гмина Слубице, Гмина Слупно, Гмина Стара-Бяла, Гмина Старозьребы

## Демография
Население повета дано на 2013 год.
| Перепись            | Всего   | Мужчины | Женщины |
| ------------------- | ------- | ------- | ------- |
| Всего               | 111 047 | 55 120  | 55 927  |
| Городское население | 9843    | 4764    | 5079    |
| Сельское население  | 101 204 | 50 356  | 50 848  |